# 上天草市立樋合小学校
上天草市立樋合小学校（かみあまくさしりつ ひあいしょうがっこう）は、かつて熊本県上天草市松島町合津に存在した小学校。

## 沿革
- 1875年（明治8年）5月 - 第五大学区一八番中学区第三一番小学区設置。樋合分教場設置
- 1892年（明治25年）5月 - 合津小学校樋合分教場と改称
- 1898年（明治31年）8月 - 今津尋常小学校樋合分教場と改称
- 1902年（明治35年）4月1日 - 今津尋常高等小学校樋合分教場と改称
- 1941年（昭和16年）4月1日 - 今津国民学校樋合分校と改称
- 1947年（昭和22年）4月1日 - 今津村立今津小学校樋合分校と改称
- 1955年（昭和30年）4月1日 - 松島村立今津小学校樋合分校と改称
- 1956年（昭和31年）9月1日 - 松島町立今津小学校樋合分校と改称
- 1959年（昭和34年）4月1日 - 今津小学校から独立。
- 2004年（平成16年） - 上天草市立樋合小学校と改称
- 2010年（平成22年） - 今津小学校へ統合

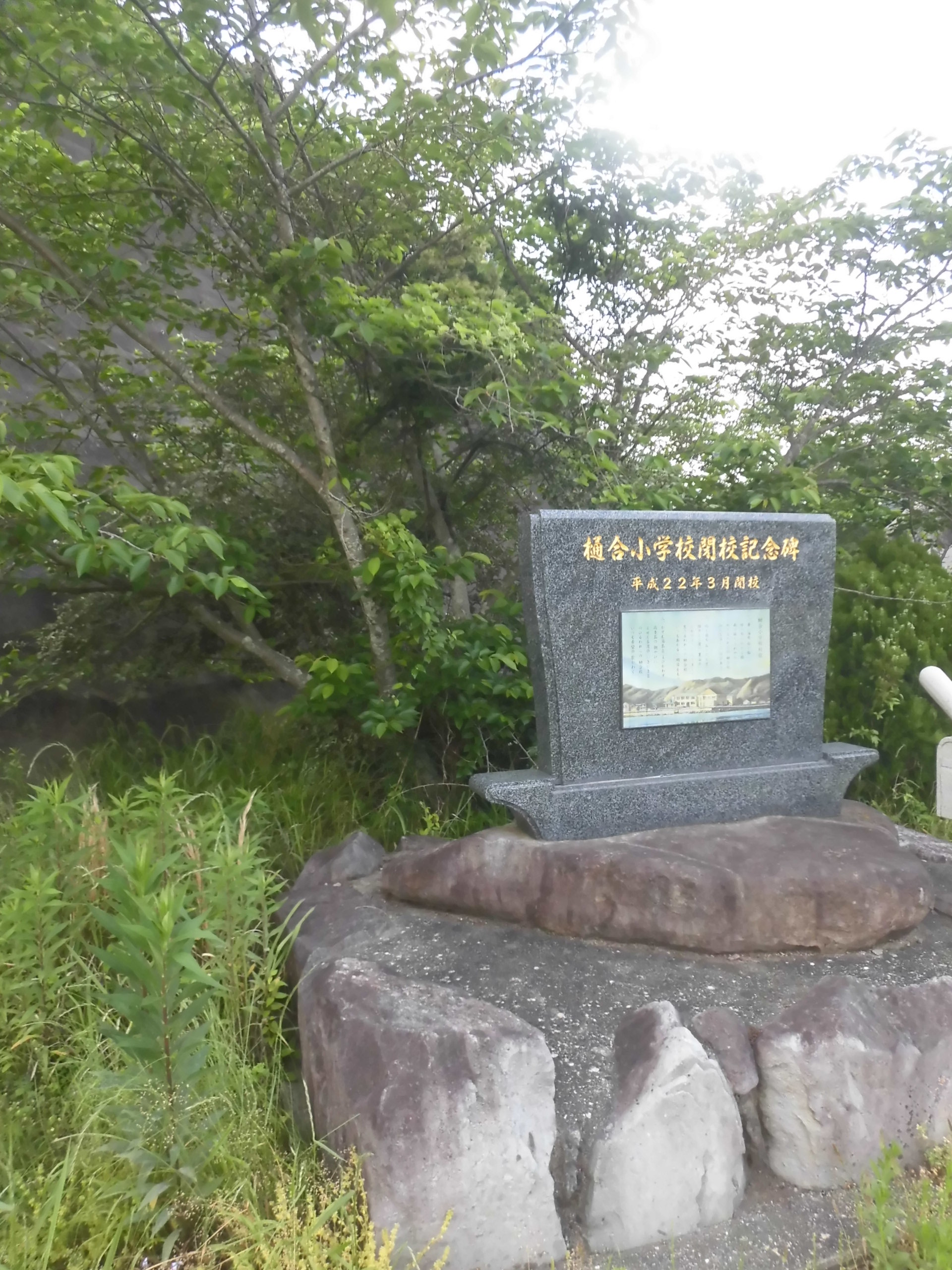
閉校記念碑